# No lo perdona Dios
«No lo Perdona Dios» es el segundo sencillo del álbum Generation Next del grupo de bachata Aventura. 
La canción alcanzó gran reconocimiento en muchos países de habla hispana y entre la comunidad latina en los Estados Unidos.

## Mensaje de la canción
La canción trata de una mujer quien se propone a abortar, pero su novio se niega.
Finalmente la chica termina abortando y el novio se lo reprocha diciéndole que el bebé no tiene la culpa de los problemas de ellos y de lo que pudiera haber sido el niño en un futuro si el hecho no se hubiese consumado.